# Glyndwr Williams
Glyndwr Williams (* 11. März 1932; † 23. Januar 2022) war ein britischer Historiker.
Williams erwarb 1959 an der London University den akademischen Grad Ph.D. Er war dort bis zu seiner Emeritierung 1997 Professor für Geschichte. Er war Verfasser zahlreicher Werke zur Geschichte der Seefahrt.
Glyndwr Williams erhielt die Auszeichnungen Caird Medal des National Maritime Museum und Hon. D. Litt. der La Trobe University.

## Veröffentlichungen
- Der letzte Pirat der britischen Krone. Captain Anson und der Fluch des Meeres. Argon, Berlin 2000, ISBN 3-87024-521-2.
- Arctic Labyrinth. The Quest for the Northwest Passage, Penguin Books, 2011, ISBN 0-14-103715-6